# K-19 The Widowmaker
K-19 The Widowmaker – amerykańsko-brytyjsko-niemiecko-kanadyjski oparty na faktach thriller z 2002 roku.
Film otrzymał mieszane recenzje; serwis Rotten Tomatoes w oparciu o opinie ze 171 recenzji przyznał mu wynik 60%.

## Opis fabuły
Rok 1961, trwa zimna wojna. W toku jest wyścig zbrojeniowy między USA a ZSRR. Sowieci zbudowali atomowy okręt podwodny K-19 z pociskami nuklearnymi. Kreml chce wysłać jeszcze niedokończony okręt w pierwszy rejs, czego nie akceptuje dowódca okrętu kmdr ppor. Polenin. Z tego powodu zostaje zdegradowany do stanowiska zastępcy dowódcy okrętu, a dowódcą zostaje komandor porucznik Aleksiej Wostrikow. Po wypłynięciu na Atlantyk okręt przeprowadza udane wystrzelenie rakiety, ale załoga odkrywa wyciek z reaktora jądrowego, co może doprowadzić do katastrofy. Na domiar złego zbliża się do nich amerykański niszczyciel.

## Główne role[3]
- Harrison Ford – kapitan II rangi (komandor porucznik) Aleksiej Wostrikow
- Liam Neeson – kapitan III rangi (komandor podporucznik) Michaił Polenin
- Joss Ackland – marszałek Zielencow
- John Shrapnel – admirał Bratiejew
- Steve Nicolson – kapitan III rangi (kmdr ppor.) Jurij Demiczew
- Shaun Benson – Leonid Paszynski
- Tygh Runyan – Maksim Portenko
- Peter Sarsgaard – Wadim Radczenko
- Christian Camargo – Paweł Loktiew
- James Ginty – Anatolij Subaczew
- Ingvar Eggert Sigurðsson – starszy oficer mechanik, kapitan III rangi (kmdr ppor.) Wiktor Gorielow